# Amalie Magelund
Amalie Magelund Krogh (* 13. Mai 2000 in Roskilde) ist eine dänische Badmintonspielerin.

## Karriere
Magelund begann bei einem lokalen Verein in Greve mit sechs Jahren Badminton zu spielen. 2016 wurde sie in der Altersklasse U17 mit Alexandra Bøje Jugendeuropameisterin. Bei der Junioreneuropameisterschaft in Mulhouse gewann Magelund 2017 die Bronzemedaille im Damendoppel mit Freja Ravn und der dänischen Mannschaft. Im Erwachsenenbereich stand sie zum ersten Mal bei den Scottish Open auf dem Podium. Bei der folgenden Ausgabe der europäischen Juniorenmeisterschaft in Tallinn wurde sie Vizemeisterin im Damendoppel und mit dem Team. Außerdem erreichte sie die Endspiele der Dutch International und der Bulgaria Open und kam bei der dänischen Meisterschaft unter die besten Drei.
Im nächsten Jahr triumphierte Magelund mit Ravn bei den Swedish Open zum ersten Mal bei einem internationalen Turnier der Badminton World Federation. Mit fünf weiteren internationalen Titel war 2019 ihre bislang erfolgreichste Saison. So siegte die Dänin im Damendoppel ebenfalls bei den Dutch International, den Irish Open und den Scottish Open. Bei den Polish International stand sie neben einem weiteren Sieg im Damendoppel mit Mikkel Mikkelsen oben auf dem Podium, mit dem sie auch ins Finale der Belgian International einzog.
2020 erreichte Magelund bei den SaarLorLux Open zum ersten Mal ein Endspiel bei einem Wettkampf der BWF World Tour. Mit der dänischen Nationalmannschaft, deren Kader sie seit 2019 angehörte, wurde sie 2020 Mannschaftseuropameisterin der Damen. Außerdem stand sie bei der nationalen Meisterschaft zwei Mal auf dem Podium. Neben vier weiteren Finalteilnahmen triumphierte Magelund 2021 bei den Denmark Masters an der Seite von Ravn, wodurch sie Ende 2021 im Damendoppel auf dem ersten Platz der Rangliste des BE Circuits lag. Auch mit dem dänischen Mixed-Team wurde sie 2021 in Vantaa Mannschaftseuropameisterin. Im gleichen Jahr wurde Magelund im Gemischten Doppel an der Seite von Niclas Nøhr dänische Meisterin. 2022 erspielte sie mit Ravn die Bronzemedaille bei den Europameisterschaften und gewann die Canadian International sowie zwei Titel bei den nationalen Titelkämpfen.

## Sportliche Erfolge
| Jahr | Veranstaltung                       | Platz | Disziplin   | Spielpartner     |
| ---- | ----------------------------------- | ----- | ----------- | ---------------- |
| 2016 | Jugendeuropameisterschaft 2016      | 1.    | Damendoppel | Alexandra Bøje   |
| 2017 | Junioreneuropameisterschaft 2017    | 3.    | Damendoppel | Freja Ravn       |
| 2017 | Junioreneuropameisterschaft 2017    | 3.    | Mannschaft  | Dänemark         |
| 2018 | Dutch International 2018            | 2.    | Damendoppel | Freja Ravn       |
| 2018 | Bulgaria Open 2018                  | 2.    | Damendoppel | Freja Ravn       |
| 2018 | Junioreneuropameisterschaft 2018    | 2.    | Damendoppel | Freja Ravn       |
| 2018 | Junioreneuropameisterschaft 2018    | 2.    | Mannschaft  | Dänemark         |
| 2018 | Dänische Meisterschaft 2018         | 3.    | Damendoppel | Freja Ravn       |
| 2019 | Swedish Open 2019                   | 1.    | Damendoppel | Freja Ravn       |
| 2019 | Dutch International 2019            | 1.    | Damendoppel | Freja Ravn       |
| 2019 | Irish Open 2019                     | 1.    | Damendoppel | Freja Ravn       |
| 2019 | Scottish Open 2019                  | 1.    | Damendoppel | Freja Ravn       |
| 2019 | Polish International 2019           | 1.    | Damendoppel | Freja Ravn       |
| 2019 | Polish International 2019           | 1.    | Mixed       | Mikkel Mikkelsen |
| 2019 | Belgian International 2019          | 2.    | Mixed       | Mikkel Mikkelsen |
| 2020 | SaarLorLux Open 2020                | 2.    | Damendoppel | Freja Ravn       |
| 2020 | Mannschaftseuropameisterschaft 2020 | 1.    | Mannschaft  | Dänemark         |
| 2020 | Dänische Meisterschaft 2020         | 3.    | Damendoppel | Freja Ravn       |
| 2020 | Dänische Meisterschaft 2020         | 3.    | Mixed       | Mikkel Mikkelsen |
| 2021 | Spain Masters 2021                  | 2.    | Damendoppel | Freja Ravn       |
| 2021 | Spain Masters 2021                  | 2.    | Mixed       | Niclas Nøhr      |
| 2021 | Orléans Masters 2021                | 2.    | Mixed       | Niclas Nøhr      |
| 2021 | Europameisterschaft 2021            | 1.    | Mannschaft  | Dänemark         |
| 2021 | Dänische Meisterschaft 2021         | 1.    | Mixed       | Niclas Nøhr      |
| 2022 | Canadian International 2022         | 1.    | Mixed       | Mathias Thyrri   |
| 2022 | Europameisterschaft 2022            | 3.    | Damendoppel | Freja Ravn       |
| 2022 | Dänische Meisterschaft 2022         | 1.    | Damendoppel | Freja Ravn       |
| 2022 | Dänische Meisterschaft 2022         | 1.    | Mixed       | Mathias Thyrri   |